# Lauren Cheney
Lauren Nicole Cheney, mais conhecida como Lauren Cheney (Indianápolis, 30 de setembro de 1987), é uma futebolista estadunidense que atua como atacante. Atualmente, joga pelo Pali Blues.